# ネズミ上科
ネズミ上科（ネズミじょうか）は、ネズミ目ネズミ亜科ネズミ下目に属する上科である。いわゆる「ネズミ」に含まれる。非常に発展した分類群で、6科19亜科280属1300種が属する。ペットとしてのネズミはファンシーラットがある。

## 分類
ネズミ上科の科と亜科は次のとおり。
ただしこのほか、ネズミ科1科のみとする説もある（亜科の数はあまり変わらない）。このばあい、ネズミ上科という分類群はなくなる。
系統的には、キヌゲネズミ科とメクラネズミ科以外の4科が近縁で単系統 Eumuroida にまとめられると考えられている。
- アシナガマウス科 Nesomyidae
  - Cricetomyinae
  - Dendromurinae
  - Mystromyinae
  - Nesomyinae
  - Petromyscinae
- カンガルーハムスター科 Calomyscidae
  - Calomyscinae
- キヌゲネズミ科 Cricetidae
  - Arvicolinae
  - Cricetinae
  - Neotominae
  - Sigmodontinae
  - Tylomyinae
- トゲヤマネ科 Platacanthomyidae
- ネズミ科 Muridae
  - Deomyinae
  - Gerbillinae
  - Lophiomyinae
  - Murinae
- メクラネズミ科 Spalacidae
  - Myospalacinae
  - Rhizomyinae
  - Spalacinae

歴史的には、このほかトビネズミ科、ホリネズミ科、ポケットマウス科を含めることもあった。